# Opéra national de Paris
De Opéra de Paris, sinds 1994 Opéra national de Paris, is het voornaamste en oudste opera- en balletgezelschap van Frankrijk. Het werd opgericht in 1669 en kreeg faam onder leiding van componist Jean-Baptiste Lully. Het is een door de overheid gesubsidieerde instelling die operavoorstellingen organiseert in diverse zalen in Parijs. In de spreektaal wordt met Opéra de Paris vaak de Opéra Garnier bedoeld. Tot 1989 werden opera en ballet in een zaal gespeeld, de Opéra Garnier. Toen kwam er de Opéra Bastille bij.

## Geschiedenis
Opera als kunstvorm ontstond in Italië rond 1600. In 1645 werd de eerste Italiaanse opera gespeeld in Frankrijk voor koningin Anna van Oostenrijk. Het genre won aan prestige toen de jonge koning Lodewijk XIV op 23 februari 1653 zelf optrad als personificatie van de zon in het Ballet royal de la nuit in het Parijse Théâtre du Petit Bourbon. 1669 wordt gezien als het geboortejaar van de Opera van Parijs, omdat toen minister Colbert het monopolie voor operaproducties toekende aan de Académie d'Opéra van de dichter Pierre Perin. Deze academie verzamelde een groep zangers, een orkest en de in 1661 opgerichte Académie royale de danse. Zijn gezelschap ging echter al snel failliet en werd in 1672 overgenomen door Jean-Baptiste Lully, die het omdoopte in Académie royale de musique. In 1681 deden de eerste vrouwelijke artiesten hun intrede. Tot 1781 vonden de operavoorstellingen plaats in een zaal in het koninklijk Paleis. Maar door een brand moest het gezelschap uitwijken naar een nieuwe zaal aan de Porte Saint-Martin. Tussen 1794 en 1820 huisde het gezelschap in de zaal Montansier (rue de Richelieu) en tussen 1821 en 1874 in een zaal in de rue Pelletier. Ondertussen veranderde de opera ook enkele keren van naam. Tijdens de Franse Revolutie was het Opéra national en daarna Théâtre de la République et des Arts. Onder Napoleon werd het Académie impériale de musique en na de Restauratie Académie royale de musique. In 1854 werd de naam Opéra de Paris aangenomen. In 1875 verhuisde de opera naar het Palais Garnier en in 1989 werd een tweede, grotere zaal geopend, l'Opéra de Bastille.

### In het verleden gebruikte zalen

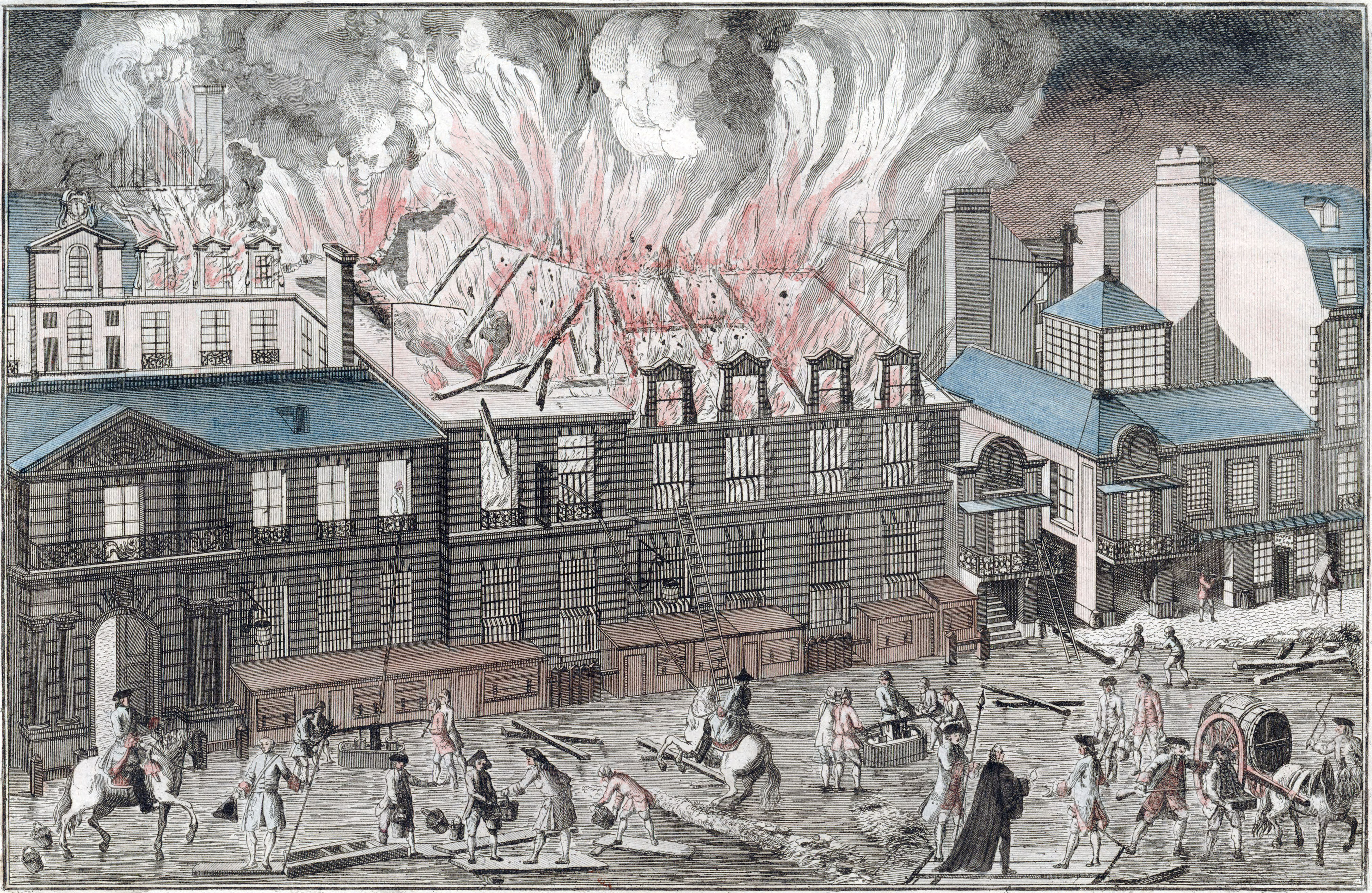
Brand in de Première salle du Palais-Royal, 6 april 1763

De volgende zalen zijn achtereenvolgens gebruikt als "Opéra de Paris" tot 1874:
1. Salle d’Issy (1659), Issy-les-Moulineaux
2. Salle de la Bouteille (1671-1672), rue Mazarine
3. Salle du Bel-Air (1672-1673), rue de Vaugirard
4. Première salle du Palais-Royal (1673-1763), Palais-Royal
5. Théâtre des Machines (1764-1770), Palais des Tuileries
6. Deuxième salle du Palais-Royal (1770-1781), Palais-Royal
7. Salle des Menus-Plaisirs (1781), rue Bergère
8. Salle de la Porte-Saint-Martin (1781-1794), boulevard Saint-Martin
9. Opéra de la rue de Richelieu (1794-1820), rue de Richelieu
10. Théâtre Louvois (1820), 6 rue Louvois
11. Salle Favart (1820-1821), place Boieldieu
12. Opéra Le Peletier (1821-1873), rue Le Peletier
13. Salle Ventadour

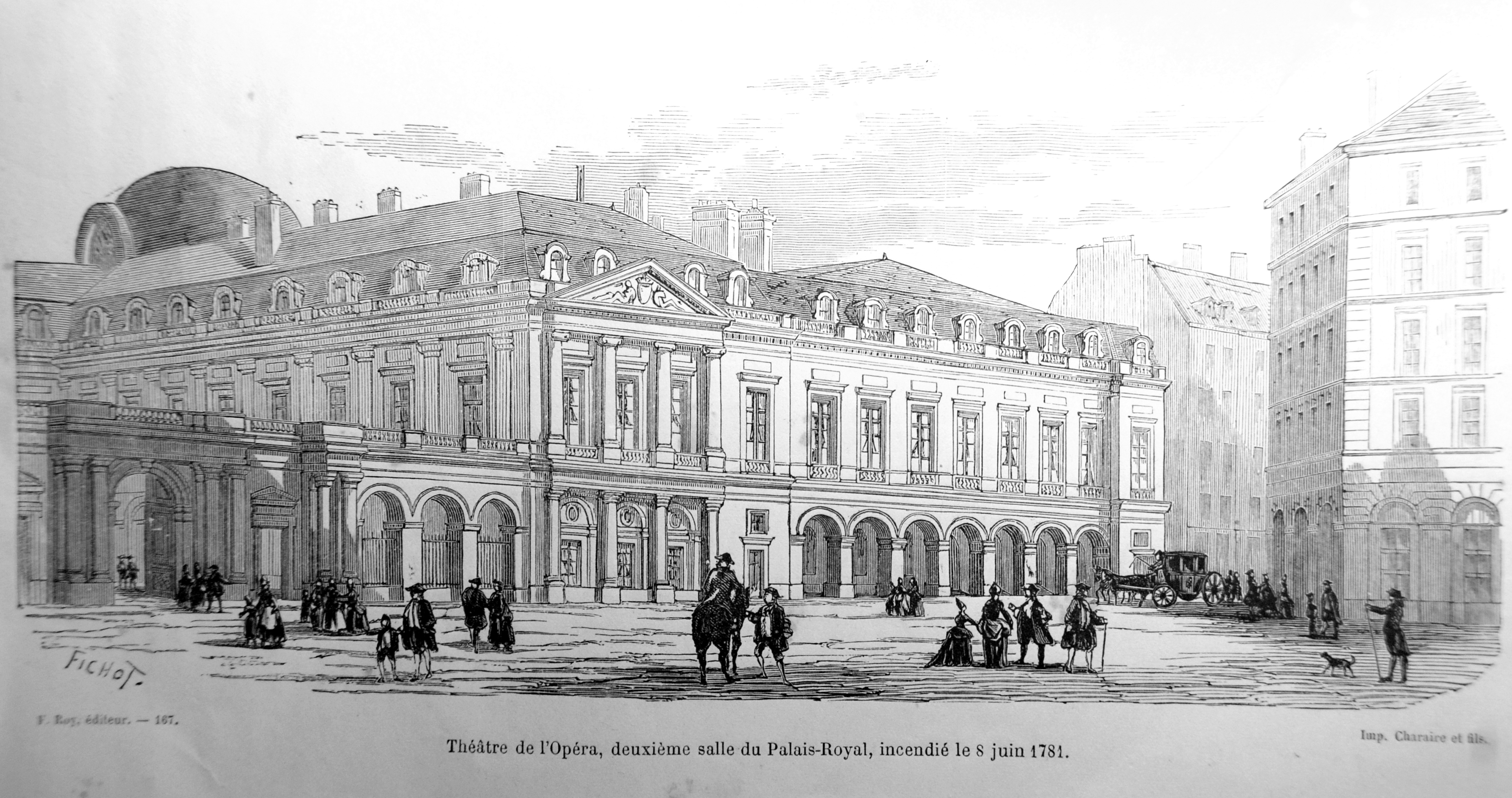
Deuxième salle du Palais-Royal, ca 1780
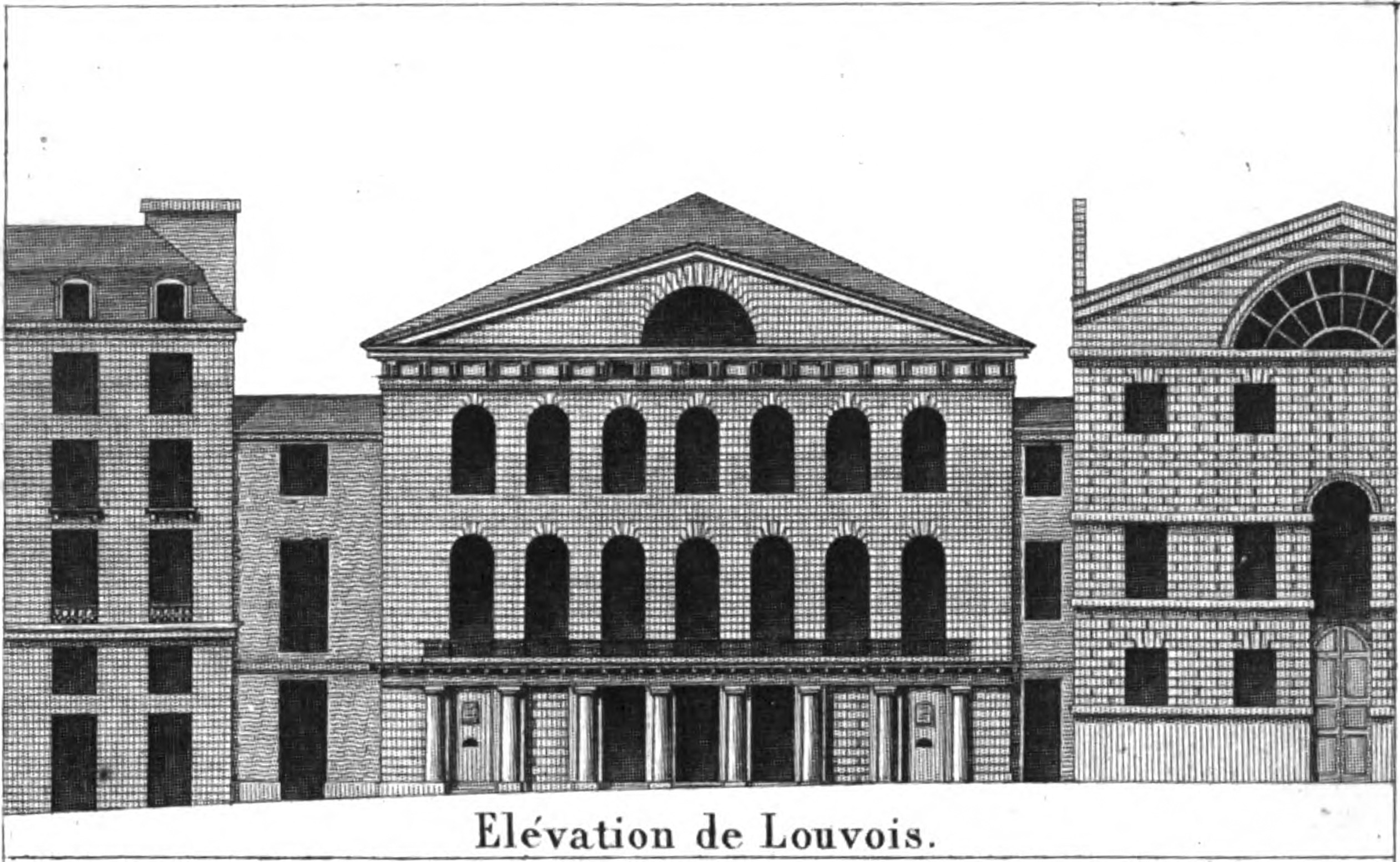
Théâtre Louvois, 1821
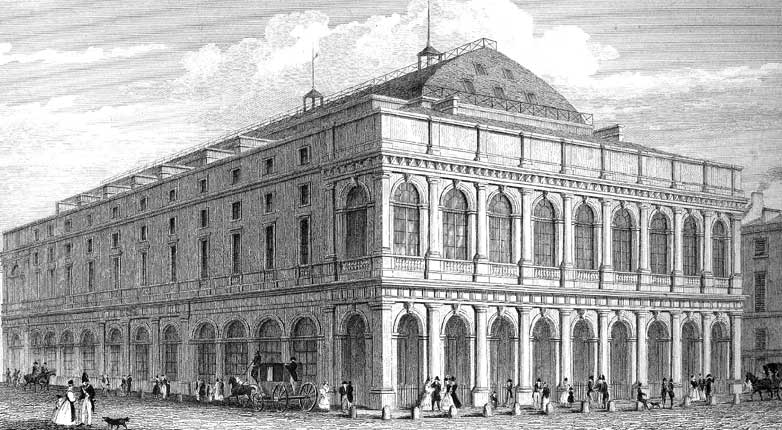
Salle Ventadour, ca 1830
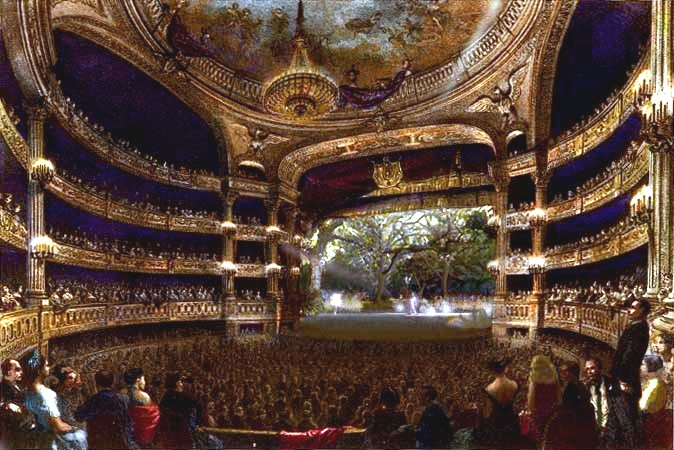
Salle Le Peletier, 1864

## Programma

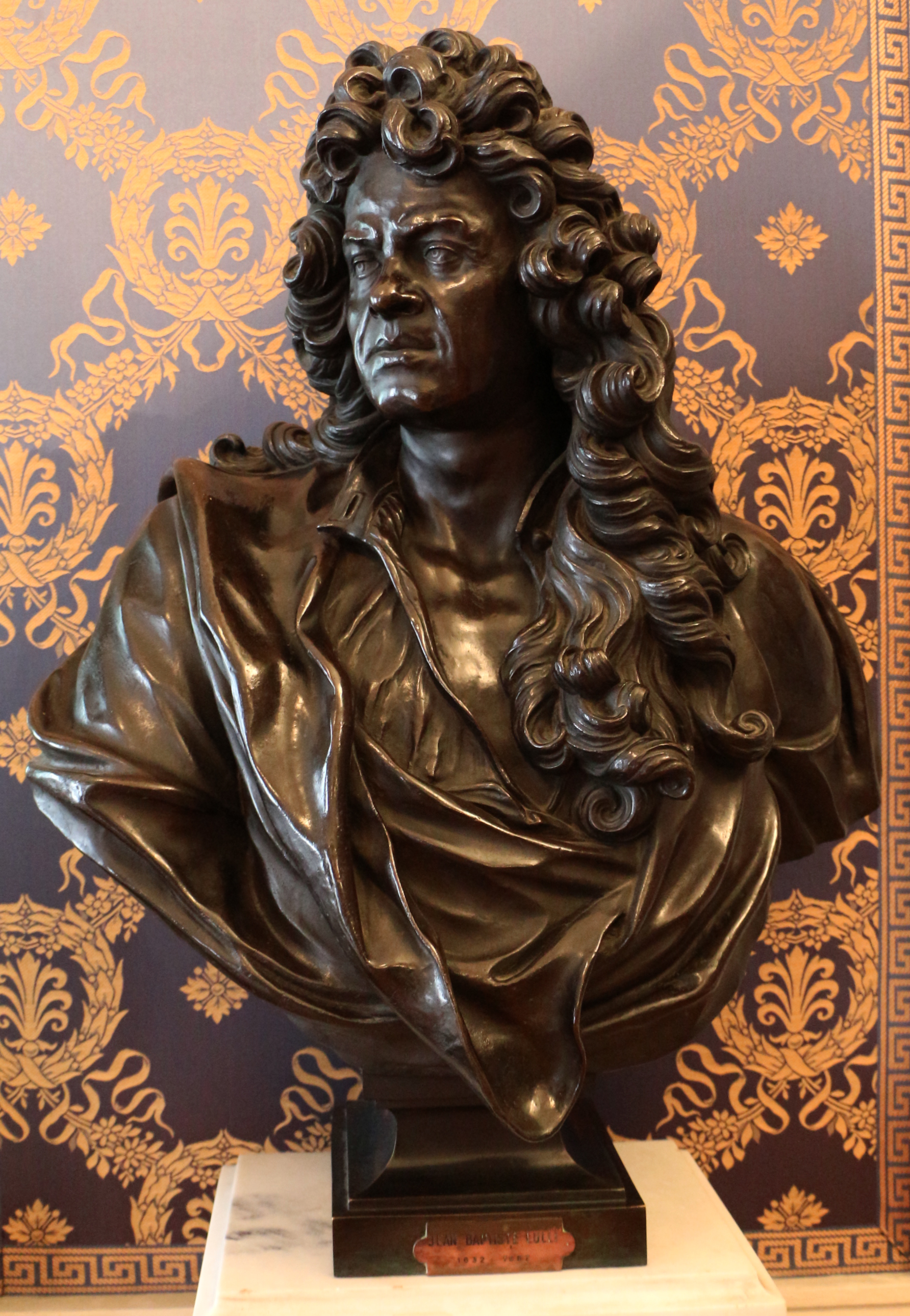
Buste van Jean-Baptiste Lully door Antoine Coysevox

Lully legde de principes vast van de Franse opera: een muzikale tragedie die wordt opgeluisterd door een balletdans tussen elke dramatische scène. In de periode dat hij directeur was (1672 tot 1687) schreef hij twintig werken voor de Opera van Parijs, waaronder Cadmus et Hermione (1673), Armide (1674) en Alceste (1686). In de 18e eeuw vonden er verschillende geschillen plaats op muzikaal, esthetisch en choreografisch gebied. Zo was er in 1752 een controverse door de komst van Italiaanse operazangers in Frankrijk die het oeuvre van Pergolesi introduceerden. Zij kregen het verwijt narren (bouffons) te zijn vanwege de verdedigers van de opera als muzikale tragedie, waaronder Jean-Philippe Rameau. Later volgden geschillen tussen de voorvechters van de Duitser Christoph Willibald Gluck (Iphigénie en Aulide (1774), Orphée en Eurydice, Iphigénie en Tauride (1779)) en die van de Italiaan Nicolo Piccinni. De 19e eeuw was een hoogtijd voor de opera met competitie tussen Franse, Italiaanse en Duitse componisten. In 1861 moest Wagner voor de Opera van Parijs een speciale versie van Tannhauser schrijven, omdat hem de verplichting werd opgelegd dat een ballet moest figureren. In de 19e eeuw zag men ook op opleving van de Franse opera met namen als Daniel-François-Esprit Auber (De stomme van Portici (1828) met librettist Eugène Scribe), Gabriel Fauré, André Messager, Claude Debussy en Georges Bizet. Ook was er de opkomst van de Russische componisten tegen het einde van de 19e eeuw. 
In 1776 liet Jean-Georges Noverre het ballet zelfstandig optreden in de Opera van Parijs. Steeds meer werd ballet een aparte kunstvorm en werden er aparte lyrische en gedanste voorstellingen opgevoerd. In 1832 werd in de opera een eerste ballet met danseressen in witte tutus opgevoerd (La Sylphide van Philippe Taglioni). Ook werd de Opéra-Comique (sinds 1898) afgesplitst, die sinds 1898 niet gezongen stukken bracht in een aparte zaal.

## Leiding
Na Lully volgden verschillende directeurs van de Opera, waaronder:
- Emile Perrin, schilder en kunstcriticus (1862-1871)
- Jacques Rouché (1914- )
- Reynaldo Hahn, componist, orkestmeester en muziekcriticus (1945- )
- Rolf Liebermann, componist en orkestmeester (1973- )
- Hugues R. Gall (1995- )
- Gerard Mortier (2004- )
- Nicolas Joel (2009- )
- Stéphane Lissner (2014- )

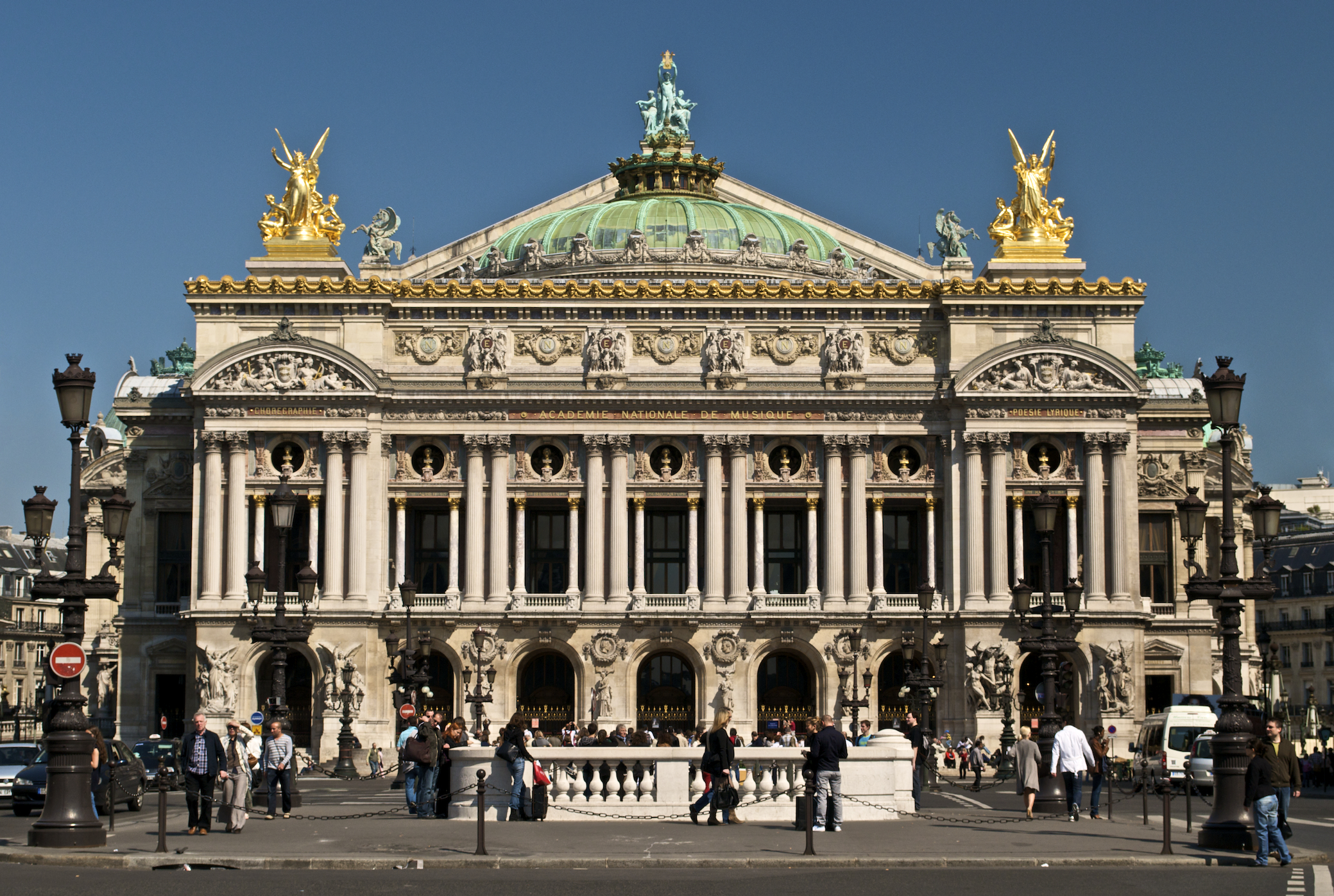
Opéra Garnier